# Manuel de Jesús Córdova
Manuel de Jesús Córdova (Chalatenango, El Salvador 25 de diciembre de 1911-San Salvador, octubre de 2005) fue un militar que alcanzaría el rango de general y que participaría en los golpes de Estado en El Salvador de 1931 y 1948; en el último de esos haría parte del Consejo de Gobierno Revolucionario, en el que sería presidente desde su conformación el 14 de diciembre de 1948 hasta el 4 de enero de 1949, cuando renunciaría y pasaría a ser agregado militar en la embajada de Argentina y luego en la de Estados Unidos; posteriormente sería director de la escuela militar y luego jefe de Estado Mayor conjunto de la fuerza armada salvadoreña (en la presidencia de José María Lemus); y finalmente ministro extraordinario y plenipotenciario en Colombia y después en Costa Rica.

## Biografía
Manuel de Jesús Córdova nació en la ciudad de Chalatenango el 25 de diciembre de 1911, siendo hijo de Luis Córdova y Delfina Melgar. Sería bautizado en la parroquia de San Juan de esa población el 13 de enero de 1912.
Se dedicaría a la carrera de las armas, y el 20 de noviembre de 1930 estaría entre los egresados de la primera promoción de la escuela militar en su cuarta época, con lo que tendría el rango de subteniente.
Para 1931, ya ostentaría el rango de teniente; y ese año, el 1 de diciembre, estaría presente en una reunión de representantes de la oficialidad de los distintos regimientos de San Salvador para planificar un golpe de emergencia contra el gobierno de Arturo Araujo, debido a los rumores que varios oficiales serían dados de baja o removidos de su cargo. Dicho golpe se llevaría a cabo al siguiente día, logrando su objetivo.
El 29 de noviembre de 1935, en San Salvador, contraería matrimonio con Francisca Ángela Judith Salguero (hija de Alfonso Salguero Fagoaga y Clementina Buitrago); con quien estaría casado hasta julio de 1942, cuando se daría su divorcio. Contraería segundas nupcias, en Managua (Nicaragua), el 20 de noviembre de 1944, con María Trinidad Castellanos (quien era originaria de Santa Tecla).
A fines de la década de 1930s, sería enviado junto con Óscar Osorio a proseguir sus estudios a Turín (Italia); regresando al país para el año de 1944, donde sería nombrado como director de la Guardia Nacional.
Para 1943 tenía el rango de mayor, y era junto con el mayor Óscar Osorio los únicos egresados de la escuela militar (en su cuarta época) que habían llegado a ese rango. Más adelante, en 1944, los oficiales militares que estaban planeando un golpe de Estado contra el general Maximiliano Hernández Martínez comisionarían al teniente Silvio López y López para que lo convenciese de unirse a ese golpe, pero decidiría mantenerse fiel al gobierno.
El 2 de abril de 1944, iniciaría el golpe antes mencionado, que sería infructuoso, y que comenzaría con la toma del aeropuerto de Ilopango por los rebelde, dirigidas por el capitán Guillermo Fuentes Castellanos, a las 3 de la tarde. El aeropuerto permanecería bajó control de los alzados durante 24 horas, hasta que fue tomado por la Guardia Nacional (que estaba dirigida por Córdova) junto con unidades de los cuarteles de San Vicente y Zacatecoluca. Para la  noche del 3 de abril, el alzamiento había concluido.
Para el año 1948 tenía el rango de teniente coronel y era subdirector de la escuela militar. El 14 de diciembre de ese año, debido a la decisión del presidente Salvador Castaneda Castro de alargar su mandato, dirigiría un golpe de Estado que destituiría al mandatario y lo reemplazaría por el Consejo de Gobierno Revolucionario, del que sería presidente.
Durante el tiempo en que ejerció la presidencia del Consejo de Gobierno Revolucionario, entre otras cosas, se ordenaría el encarcelamiento e inmovilización de los bienes de los expresidentes general Salvador Castaneda Castro y coronel Osmín Aguirre y Salinas y de varios de sus funcionarios, así como de sus cónyuges y parientes cercanos; y se crearía el cargo de jefe de la fuerza armada, para el cuál sería nombrado el mayor Humberto Pineda Villalta.
Sería presidente del Consejo de Gobierno Revolucionario hasta el 4 de enero de 1949, cuando renunciaría (siendo sustituido por el mayor Óscar Osorio) y sería nombrado agregado militar de la embajada salvadoreña en Argentina, y luego también lo sería de la de Estados Unidos.
Para el año de 1956, se encontraba nuevamente en el país (durante el gobierno de José María Lemus), teniendo ya el rango de general, y sería nombrado director de la escuela militar; cargo que ocuparía hasta 1958, cuando pasaría a ser jefe de Estado Mayor conjunto de la fuerza armada.
El 23 de febrero de 1961 sería nombrado embajador extraordinario y plenipotenciario en Colombia; y más adelante, el 18 de julio de 1962, sería nombrado ministro extraordinario y plenipotenciario en Costa Rica, entregando sus credenciales a Francisco José Orlich Bolmarcich (presidente de ese país) el 30 de agosto de ese año y siendo reconocido por acuerdo dado el 3 de septiembre.
Seguiría desempeñando las funciones de embajador extraordinario en Costa Rica durante la década de 1970, y probablemente fallecería en ese país en algún momento posterior a 1980.